# En medio de la nada
En medio de la nada és una pel·lícula mexicana del director Hugo Rodríguez filmada en 1992 i estrenada el 28 d'octubre de 1994. El film va ser gravat en diverses locacions desèrtiques de l'estat de San Luis Potosí.

## Sinopsi
El protagonista, Joaquín, és un antic líder sindical retirat que té una fonda anomenada La Victoria a la riba d'una autopista. Viu una vida monòtona i afable juntament amb la seva esposa, Susana, i el seu fill adolescent, fins que un dia arriben a la fonda tres personatges: un criminal ferit, el seu amant, i el seu germà, als qui se'ls descompon el carro en el qual viatjaven. Els tres personatges prenen com a ostatges a la família de Joaquín, i esperen aconseguir un altre automòbil per a poder fugir d'algú que els persegueix.

## Repartiment
- Manuel Ojeda - Joaquín
- Blanca Guerra - Susana
- Guillermo García Cantú - Raúl
- Gabriela Roel - Claudia
- Juan Ibarra - Juan
- Emilio Cortés - Ernesto
- Alonso Echánove - Ramón
- Darío T. Pie - policía federal
- Ignacio Guadalupe - Alejandro
- Daniel Giménez Cacho - Miguel
- Jorge Russek - Esteban

## Rebuda
La pel·lícula va tenir bones crítiques en el Festival de Cinema Llatinoamericà, que es va dur a terme a Londres al setembre de 1994, perquè el jurat d'aquesta trobada va dir sobre aquest tema que és una pel·lícula "molt ben filmada i amb excel·lents actuacions". Dins del país, el film va ser rebut amb cautela, perquè es va dir referent a ell que "Enmig del no-res és una cinta de tot just una hora i mitja que pot considerar-se com un magnífic inici per a algú que desitja ingressar a una aposta cada vegada més difícil, però, així i tot, amb totes les bondats d'un treball per altre interessant en el guió i en el maneig d'actors, s'intueix la necessitat d'anar més a fons, d'arriscar una mica més, de retreballar algunes zones".